# Leão Calóteto
Leão Calóteto (em grego: Λέων Καλόθετος; romaniz.: Léon Kalóthetos; fl. 1315–1363) foi um governador provincial do Império Bizantino.

## Vida
Calóteto foi um nativo de Quios, onde é mencionado pela primeira vez em 1315. Ao mesmo tempo, a ilha foi posse da família Zaccaria oriunda da República de Gênova, que mantinha-a de jure como feudo do imperador bizantino, mas praticamente como um domínio independente. Em 1328, ele fugiu da ilha e uniu-se ao imperador Andrônico III Paleólogo em Didimoteico. Juntos planejaram a recuperação de Quios pelos bizantinos. Ajudado por uma revolta da população grega local e o tesouro de Benedito II Zaccaria, irmão do governante da ilha Martinho Zaccaria, uma frota bizantina readquiriu a ilha em 1329. Martinho foi capturado, e Calóteto foi instalado como novo governador.
Calóteto foi um antigo amigo de João Cantacuzeno, o amigo mais próximo e principal assessor de Andrônico III. Consequentemente, quando a guerra civil entre Cantacuzeno e a regência de João V Paleólogo eclodiu, ele foi demitido por ordens de Aleixo Apocauco e substituído por Caloiane Civo. Ele fugiu para junto de João Cantacuzeno, e é atestado em 1345 com a posição de protosebasto, como um emissário do grande estratopedarca João Vatatzes. Ele reaparece em 1349, quando testemunhou um tratado com a República de Veneza em Constantinopla. De 1348 até 1363, foi nomeado governador da Antiga Foceia. Em 1358, esteve envolvido no caso do príncipe otomano (şehzade) Halil, que foi capturado pelos piratas gregos e mantido em Foceia em cativeiro. Calóteto recusou as exigências do imperador João V para libertar Halil, até receber em troca 100 000 hipérpiros. Ao mesmo tempo, Calóteto reteve o posto de panipersebasto.